# Kurija (građevina)
Kurija (lat. curia: dvor) povijesni je naziv za reprezentativnu kuću, odnosno dvor. To je arhitektonski skromnija građevina, koja je služila za stanovanje nižeg i seljačkog plemstva (curia nobilitaris), župnika ili kanonika. Od dvorca se najčešće razlikuje manjom površinom i skromnijim izgledom, a katkada i građevnim materijalom. Kao i dvorci, kurije su bile središta manjih plemićkih posjeda. Nerijetko su kurije bile središta majura (marofa, pustara) u sklopu velikih vlastelinskih imanja. Grade se istodobno kada i dvorci. Katkada ih je teško razlikovati od manjih dvoraca, pa se često kao sinonim upotrebljava za dvor, odnosno dvorac. Vrlo često se naziv kurija upotrebljava i za velike drvene kuće. Kurija može biti smještena u gradu ili izvan grada te se svrsta u nepokretnu kulturnu baštinu.